# براد هارتمان
براد هارتمان (بالإنجليزية: Brad Hartman)‏ هو لاعب كرة قدم أسترالية أسترالي، ولد في 16 نوفمبر 1994.

## وصلات خارجية
- براد هارتمان على موقع AustralianFootball.com (الإنجليزية)
- براد هارتمان على موقع AFLtables.com (الإنجليزية)